# Satori (folclore)
Satori (覚 lit. «conciencia»?) es una variedad de yōkai perteneciente al folclore japonés. Se dice que habitan en las montañas de Hida y Mino (hoy en día la prefectura de Gifu), y tienen el poder de leer la mente de las personas.

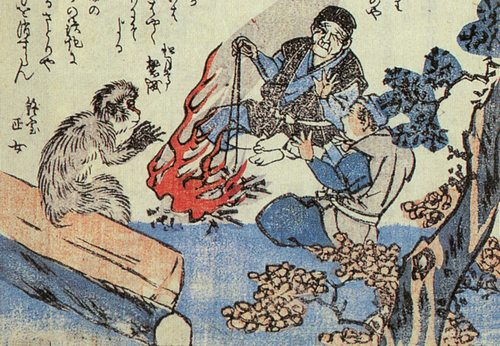
Ilustración de un Satori, por Masasumi Ryūsaikanjin.

De acuerdo con la creencia popular, una persona es propensa a encontrarse con un Satori mientras camina o toma un descanso en los caminos de las montañas. Al leer la mente de una persona, el Satori procede a decir los pensamientos de dicho individuo en voz alta y más rápido de lo que un ser humano podría hacerlo. También se cree que son las encarnaciones infantiles de los Yama-no-Kami (dioses de la montaña), quienes han sido corrompidos y tomaron la forma de un yōkai.
Los Satori asaltan las chozas de la gente que vive en la montaña y se dice que incluso tratan de matar y devorar a los humanos si tienen la oportunidad de hacerlo, pero son fáciles de repeler y generalmente huyen debido al miedo. Una teoría sostiene que en realidad no presentan ningún peligro a la gente y no se atreverían a dañar a los que trabajan en la montaña, permitiendo que la gente co-exista con ellos.